# Pêche interdite
Pêche interdite (Rabo de Peixe) est une série télévisée dramatique portugaise, créée et écrite par Augusto Fraga, produite par UKBAR Filmes, réalisée par Tiago Guedes et mise en ligne le 26 mai 2023 sur la plateforme de streaming Netflix.
La série a atteint la 10e place des meilleures vues mondiales sur Netflix le 29 mai 2023 et la 7e le 30 mai 2023 étant dans le Top 10 sur 33 pays.

## Synopsis
L'histoire se déroule dans le village açoréen de Rabo de Peixe, lorsqu'une tonne de cocaïne vient s'échouer sur le rivage, changeant complètement la vie de ses habitants. Eduardo, un jeune pêcheur, et ses amis commencent à vendre la cocaïne. Mais une tonne de cocaïne ne passe pas inaperçue et nos protagonistes devront affronter les propriétaires de cette drogue, la police et une série de personnages imprévisibles dans une aventure dangereuse et sans retour.

## Histoire vraie[6]
La série est librement inspirée d’une histoire vraie. En 2001, un voilier Sun Kiss 47 a coulé au large de Rabo de Peixe, aux Açores, avec, à son bord, 505.84 kilogrammes de cocaïne à la pureté exceptionnelle, plus de 80%, équivalent à plus de 150 millions d’euros en 2023. 
De nombreux villageois ont décidé de consommer la drogue. Comme ils n’étaient pas habitués et que la drogue était particulièrement pure, certains d’entre eux firent des overdoses quand d’autres trouvèrent la mort. D'autres encore vendirent la substance pour 25 euros la pinte. Malheureusement, l'affaire a laissé des traces : de nombreux habitants de Rabo de Peixe sont encore addicts.

## Distribution

### Acteurs principaux
- José Condessa (pt) : Eduardo
- Helena Caldeira : Silvia
- André Leitão : Carlos
- Rodrigo Tomás : Raphaël
- Maria João Bastos (pt) : inspecteur
- Albano Jerónimo : Arruba
- Afonso Pimentel (pt) : Ian
- Kelly Bailey (pt) : Bruna
- Pêpê Rapazote : oncle Joe
- Francesco Acquaroli : Monti
- Adriano Carvalho (pt) : Jeremias
- Marcantonio Del Carlo (pt) : Francesco Bonino

### Acteurs récurrents
- Dinarte de Freitas : Zé do Frango
- Salvador Martinha (pt) : le stagiaire
- João Pedro Vaz : Banha
- Luísa Cruz (pt) : Valentina
- David Medeiros : l'agriculteur
- Miguel Damião (pt) : le père d'António
- Benedita Pereira (pt) : Elvire
- Romeu Bairos : Sandro G
- Rafael Morais (pt) : Morcela
- José Medeiros : Recluso
- Daniela Ruah : Fatima
- Tomás Furtado de Melo : policier no 1
- Keven Santos : policier no 2
- Luís Henrique Matos : Marcelino
- Frederico Amaral (pt) : Ferrugem
- Maria João Falcão (pt) : Gisela
- Ana Lopes (pt) : la journaliste
- Nelson Cabral : l'employé de l'hôtel

## Épisodes
1. La Tempête (Tempestade)
2. L'Offre et la demande (Lei da Oferta e da Procura)
3. Quand la terre tremble (Terra Treme)
4. Il est bon de parler et meilleur de se taire (Pela boca morre o Peixe')
5. Nul n'échappe à une île (Ninguém foge de uma ilha)
6. Le Chant du cygne (O Canto do Cisne)
7. C'est pas l'Amérique, ici (Isto não é a América)